# The Black Mamba
The Black Mamba er et portugisisk band, der repræsenterende Portugal i Eurovision Song Contest 2021 i Rotterdam, Holland, med sangen "Love is on My Side". de endte på en 12. plads i finalen med 153 point. de var en juryfavorit da de endte på en 7. plads med 126 point hos dem men var ikke en seerfavorit da de fik en 19. plads hos dem med 27 point.